# Реча (Васлуј)
Реча (рум. Recea) насеље је у Румунији у округу Васлуј у општини Јана. Oпштина се налази на надморској висини од 210 m.

## Становништво
Према подацима из 2002. године у насељу је живело 490 становника, од којих су сви румунске националности.